# Ernest Judet
Pour les articles homonymes, voir Judet.
Ernest Judet, né le 11 janvier 1851 à Avesnes-sur-Helpe et mort en mai 1943 à Brides-les-Bains, est un journaliste nationaliste français. Directeur de 1892 à 1904 du journal français le plus diffusé de la fin du XIXe siècle, Le Petit Journal, il devient ensuite directeur de l'Éclair, de 1905 à 1917. Soupçonné de trahison au service de l'Allemagne pendant la Première Guerre mondiale, il est inculpé en 1919, mais acquitté en 1923.

## Journaliste politique
Né à Avesnes-sur-Helpe, dans le Nord en 1851, fils d'un officier en retraite, Ernest Judet fit de brillantes études secondaires et entra en 1871, premier de sa promotion, à l'École normale supérieure.
Professeur au lycée de Bastia en 1876, il fut mis à la retraite d'office en 1878, à l'âge de 27 ans, après avoir refusé un poste à Châteauroux, optant pour le métier de journaliste, alors en plein essor.
Rédacteur au quotidien Le National, sous la direction d'Hector Pessard, à partir de 1879, il se présenta sans succès aux élections législatives de 1881. Il collabora ensuite à La France et à La Nouvelle Presse puis entra au quotidien Le Petit Journal en 1886, à l'époque d'Hippolyte Marinoni. Trois ans plus tard, il devint chef du service politique et, en fait, le véritable directeur du quotidien, poste qu'il obtient en 1892: il y poursuivit une violente campagne contre Georges Clemenceau et contre le scandale de Panama. Puis, soutenu par Marinoni et son gendre Jules Michaud, il attaque violemment Émile Zola et fut un adversaire acharné de la révision du procès lors de l’affaire Dreyfus. Cette évolution entraîne le départ de Pierre Giffard quatre ans après.
Hippolyte Marinoni et son équipe devront par la suite payer des dommages et intérêts pour diffamation lors du procès en diffamation intenté en mai 1898 par Émile Zola contre Ernest Judet, directeur du Petit Journal. Les 23 et 25 mai 1898, Judet publia, dans Le Petit Journal, un article qu'il intitula « Zola père et fils », dans lequel il accusait le père d'Émile Zola d'avoir été un voleur lorsqu'il était officier en 1831, 60 ans plus tôt. Les historiens établirent que c'est le deuxième bureau de l'état-major qui avait fourni à Ernest Judet des faux documents sur le père de l'écrivain, François Zola.
Atteint de la tuberculose, Marinoni démissionne en 1902 de son poste de président du conseil d’administration de la société éditrice de Le Petit Journal et décède le 7 janvier 1904, à l’âge de 81 ans à Paris. 
Ernest Judet fut contraint à la démission, en 1904, par le successeur de Marinoni, l'imprimeur Cassigneul. Puis il entre à l'Éclair, dont il devient le directeur en 1905.

## Trahison et acquittement
Dès 1907, Ernest Judet était soupçonné de recevoir des subsides allemands. Durant la Première Guerre mondiale, il « mène une très habile campagne défaitiste et anglophobe » dans l'Éclair, et ses nombreux voyages en Suisse et à Rome relancent les rumeurs. Son journal est même suspendu en 1915. Après avoir vendu l'Éclair en décembre 1917, il s'enfuit en Suisse. Inculpé de trahison en 1919, Judet est condamné par contumace le 3 février 1923. Il revient alors en France, se fait juger en juillet et il est acquitté par 11 voix contre 1. La correspondance entre Romberg, ambassadeur allemand à Berne, et le chancelier Bethmann Hollweg prouve sa trahison : « Jugé en 1917, il aurait difficilement échappé aux 12 balles qu'il méritait largement ».